# Mabein
Mabein är en kommun i Myanmar.   Den ligger i regionen Shanstaten, i den centrala delen av landet, 400 km norr om huvudstaden Naypyidaw. Antalet invånare är 35 718.